# Agencja „Trzecie Oko”
Agencja „Trzecie Oko” (ang. Second Sight) – amerykańska komedia z 1989 roku z Johnem Larroquette’em, Bronsonem Pinchotem, Bess Armstrong i Stuartem Pankinem.

## Fabuła
Willis jest szefem agencji detektywistycznej, który zostaje wynajęty, by odnaleźć zaginioną, prawdopodobnie porwaną osobę. Zatrudnia on do pomocy jasnowidza, aby pomógł odnaleźć zaginioną dziewczynę.

## Obsada
- John Larroquette jako Willis
- Bronson Pinchot jako Bobby
- Bess Armstrong jako siostra Elizabeth
- Stuart Pankin jako Preston Pickett
- John Schuck jako Manoogian
- James Tolkan jako Coolidge
- William Prince jako kardynał O’Hara
- Michael Lombard jako biskup O’Linn
- Christine Estabrook jako Priscilla Pickett
- Marisol Massey jako Maria
- Adam LeFevre jako Mike
- Andrew Mutnick jako Elmore
- Ron Taylor jako Carl
- Suzanne Shepherd jako Marilyn Bloom
- Mike Crossen